# Furosemid
Furosemid ili frusemid je diuretik Henleove petlje koji se koristi u tretmanu kongestivnog zatajenja srca i edema. Ovaj lek proizvodi i prodaje preduzeće Sanofi pod imenom Lasix. On je takođe dostupan pod imenima Fusid i Frumex.

## Literatura
- Barbara Forney (2007). Understanding Equine Medications, Revised Edition (Horse Health Care Library). Eclipse Press.  1-58150-151-X.

## Spoljašnje veze
- [https://web.archive.org/web/20070926025439/http://www.wada-ama.org/rtecontent/document/list_2005.pdf

|  | Molimo Vas, obratite pažnju na važno upozorenje u vezi sa temama iz oblasti medicine (zdravlja). |